# Шень Сюе
Шень Сюе (кит.: 申雪); *13 листопада 1978, Харбін, Китай) — китайська фігуристка, що виступає у парному спортивному фігурному катанні в парі з Чжао Хунбо. Вони — перша китайська пара, яка виборола олімпійську медаль у фігурному катанні, а також перші представники Китаю, що стали чемпіонами світу з фігурного катання. Багаторічні чемпіони своєї країни, неодноразові призери найпрестижніших світових змагань з фігурного катання.

## Біографія
Шень Сюе і Чжао Хунбо почали кататися в парі у 1992 році, під наставництвом відомого китайського фахівця Яо Біня. У 1998 році вони вперше взяли участь у Олімпіаді (Нагано, Японія) — тоді їхня майстерність справила враження на суддів і глядачів, і китайська пара вже в дебюті посіла відразу 5-ту позицію (на той час найвище досягнення китайських парників). Рік потому вони, покращивши хореографію та презентацію, спромоглися виграти срібну медаль на Чемпіонаті світу з фігурного катання 1999 року, ставши, таким чином, першою китайською парою у фігурному катанні, що завоювала медаль світової першості.
Подальша кропітка праця над покращенням техніки та хореографії принесла спортсменам нове «срібло» наступного Чемпіонату світу і «бронзу» за рік. Шень і Чжао по праву вважались фаворитами на завоювання золотої медалі на XIX Зимовій Олімпіаді (Солт-Лейк-Сіті, США, 2002). Однак, там вони стали лише третіми через зірваний четверний викид-сальхов. Втім, це була перша в історії олімпійська медаль у фігурному катанні для Китаю.

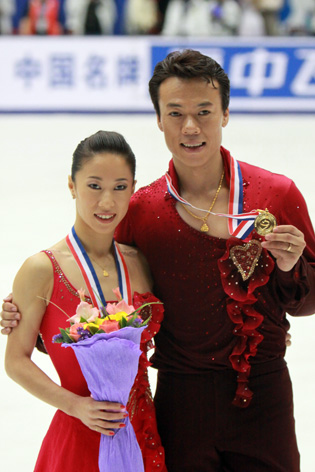
Шень і Чжао — переможці Кубка Китаю 2009 року

У 2002 році в Нагано (Японія) Шень і Чжао стали чемпіонами світу з фігурного катання, а за рік повторили успіх на світовій першості у Вашингтоні (США).
Намаганням здобути третє поспіль «золото» Чемпіонатів світу з фігурного катання в 2004 році завадило падіння Чжао в короткій програмі, і попри блискуче виконання довільної програми, китайці посіли «срібну» позицію першості вслід за російською парою Тотьмяніна/Маринін.
Восени 2005 року Хунбо переніс операцію на ахілловому сухожиллі, і тривала реабілітація партнера поставила під питання участь у Олімпійських іграх-2006 (Турин, Італія). Попри не до кінця заліковану травму Чжао, фігуристи виступили на Олімпіаді, і це їм принесло знову олімпійську бронзову медаль.
Наступний сезон 2006/2007 виявився найуспішнішим у спортивній кар'єрі для фігуристів — вони стали володарями Гран-прі з фігурного катання сезону 2006/2007, переможцями Азійських зимових ігор 2007 року, виграли Чемпіонат Чотирьох Континентів 2007 року і зрештою найголовніший старт сезону — Чемпіонат світу з фігурного катання 2007 року.
Потому Сюе Шень і Чжао Хунбо взяли паузу в змагальній практиці, але тріумфально повернулися в сезоні 2009/2010, вигравши всі змагання, в яких брали участь, зокрема 2 етапи і Фінал Гран-Прі сезону з фігурного катання, а також головний старт сезону — олімпійський турнір спортивних пар на XXI Зимовій Олімпіаді (Ванкувер, Канада, 2010).

## Спортивні досягнення

### після 2000 року
| Сезони/Змагання                                     | 2000/2001 | 2001/2002 | 2002/2003 | 2003/2004 | 2004/2005 | 2005/2006 | 2006/2007 | 2009/2010 |
| --------------------------------------------------- | --------- | --------- | --------- | --------- | --------- | --------- | --------- | --------- |
| Зимові Олімпійські ігри                             |           | 3         |           |           |           | 3         |           | 1         |
| Чемпіонати світу з фігурного катання                | 3         | 1         | 1         | 2         | WD        |           | 1         |           |
| Чемпіонати Чотирьох Континентів з фігурного катання | 2         |           | 1         |           |           |           | 1         |           |
| Чемпіонати Китаю з фігурного катання                | 1         | 1         |           |           |           |           |           |           |
| Азійські Зимові ігри                                |           |           | 1         |           |           |           | 1         |           |
| Фінали Гран-Прі                                     | 3         | 3         | 2         | 1         | 1         |           | 1         | 1         |
| Етапи Гран-Прі: «Cup of China»                      | 1         |           |           | 1         | 1         |           | 1         | 1         |
| Етапи Гран-Прі: «Skate America»                     | 2         |           |           |           |           |           |           | 1         |
| Етапи Гран-Прі: «NHK Trophy»                        | 1         | 1         | 1         |           |           |           | 1         |           |
| Етапи Гран-Прі: «Skate Canada International»        |           |           |           | 2         | 1         |           |           |           |
| Етапи Гран-Прі: «Trophee Eric Bompard»              |           |           |           |           | 1         |           |           |           |
| Етапи Гран-Прі: «Bofrost Cup»                       |           | 1         | 1         |           |           |           |           |           |
| Етапи Гран-Прі: «Cup of Russia»                     | 2         |           | 1         |           |           |           |           |           |

- * WD = знялись зі змагань
- ** Шен і Чжао не виступали у сезони 2007/2008 та 2008/2009.

### до 2000 року
| Сезони/Змагання                                     | 1992/1993 | 1993/1994 | 1994/1995 | 1995/1996 | 1996/1997 | 1997/1998 | 1998/1999 | 1999/2000 |
| --------------------------------------------------- | --------- | --------- | --------- | --------- | --------- | --------- | --------- | --------- |
| Зимові Олімпійські ігри                             |           |           |           |           |           | 5         |           |           |
| Чемпіонати світу з фігурного катання                |           |           |           | 15        | 11        | 4         | 2         | 2         |
| Чемпіонати Чотирьох Континентів з фігурного катання |           |           |           |           |           |           | 1         |           |
| Чемпіонати Китаю з фігурного катання                | 1         | 1         | 2         | 1         | 1         | 1         | 1         |           |
| Азійські Зимові ігри                                |           |           |           | 1         |           |           | 1         |           |
| Фінали Гран-Прі                                     |           |           |           |           |           | 4         | 1         | 1         |
| Етапи Гран-Прі: «NHK Trophy»                        |           | 6         |           |           | 4         | 1         | 2         | 4         |
| Етапи Гран-Прі: «Cup of Russia»                     |           |           |           |           |           |           | 2         | 2         |
| Етапи Гран-Прі: «Bofrost Cup»                       |           |           |           |           |           |           |           | 3         |
| Етапи Гран-Прі: «Skate Canada International»        |           |           |           |           |           |           | 1         |           |
| Етапи Гран-Прі: «Trophee Lalique»                   |           |           |           |           | 5         | 3         |           |           |
| Зимові Універсіади                                  |           |           |           |           | 1         |           |           |           |